# Suore domenicane della Congregazione inglese di Santa Caterina da Siena
Le Suore Domenicane della Congregazione Inglese di Santa Caterina da Siena (in inglese Dominican Sisters of the English Congregation of St. Catherine of Siena) sono un istituto religioso femminile di diritto pontificio: le suore di questa congregazione pospongono al loro nome la sigla O.P.

## Storia
La congregazione sorse nel 1929 dall'unione di cinque preesistenti famiglie di religiose domenicane inglesi: le domenicane di Santa Caterina da Siena di Stone, le domenicane di Santa Rosa da Lima di Stroud, le domenicane di San Vincenzo Ferrer di Londra, le domenicane di Nostra Signora Ausiliatrice di Leicester e le domenicane del Santo Rosario di Harrow.
Fondatrice della congregazione di Stone fu Margaret Hallahan, in religione Margherita della Madre di Dio: di origine londinese, mentre lavorava come domestica in Belgio, entrò nel terz'ordine domenicano e nel 1842, quarantenne, tornò in patria e si stabilì a Coventry, dove iniziò a lavorare nella scuola elementare parrocchiale diretta dal benedettino Guglielmo Ullathorne (poi vescovo di Birmingham). Insieme a un gruppo di consorelle, nel 1845 la Hallahan diede inizio a Clifton al primo nucleo del suo istituto; nel 1853 sorse la casa di Stone, dove fu trasferita la sede principale della congregazione.
Le domenicane di Santa Rosa da Lima furono fondate a Stroud il 2 febbraio 1857 da Maria Teresa Matthews con l'aiuto dei frati domenicani del convento di Woodchester; furono approvate da papa Leone XIII l'8 settembre 1889. Rosa Corbett, già religiosa a Stroud, fondò una casa-filiale nell'arcidiocesi di Westminster e nel 1866 la comunità si costituì in istituto autonomo alle dipendenze del cardinale Manning: la congregazione si stabilì a Leicester nel 1875.
La congregazione londinese di San Vincenzo Ferrer ebbe origine da una casa filiale dell'istituto delle domenicane di Nostra Signora delle Grazie di Châtillon aperta nel 1896 da Maria Cecilia Marshall: la comunità si resa autonoma dalla casa-madre nel 1909 e fu riconosciuta come congregazione di diritto diocesano dall'arcivescovo di Westminster.
Le domenicane del Santo Rosario furono fondate ad Harrow nel 1878 da Caterina Filippa Bathurst e ricevettero il pontificio decreto di lode nel 1890.
Per semplificare e coordinare la vita e il lavoro delle religiose, che osservavano costituzioni quasi identiche ed erano dedite ad attività simili, i vescovi e i superiori domenicani inglesi caldeggiarono l'unione delle cinque congregazioni in un nuovo istituto, che fu costituito con decreto della Congregazione per i religiosi del 27 luglio 1929; la congregazione inglese fu aggregata all'ordine domenicano il 6 ottobre 1929 e le sue costituzioni furono approvate il 30 novembre 1930.

## Attività e diffusione
Le suore si dedicano all'educazione e alle opere sociali come l'assistenza a orfani e anziani e il lavoro negli ospedali.
Oltre che in Inghilterra, la congregazione è stata attiva in Scozia e Irlanda e, nel 1953, si aprì all'apostolato missionario in Norvegia. La sede generalizia è a Stone.
Alla fine del 2014 l'istituto contava 31 religiose in 4 case.